# 呂濟而
呂濟而（1992年1月15日—）是臺灣男子籃球運動員，主打控球後衛位置，現效力於台灣職業籃球大聯盟桃園台啤永豐雲豹。

## 生平
呂濟而出身大同國小、大倫國中、南湖高中、國立高雄師範大學。
2014年9月在超級籃球聯賽新人選秀會第二輪獲得裕隆納智捷青睞。但因為學校教程實習關係沒有被裕隆納智捷登錄在第十二季超級籃球聯賽名單上。2015年7月以自由球員身分加盟臺北達欣工程。2016年1月贏得超級籃球聯賽技術挑戰賽冠軍。2019年4月加盟全国男子篮球联赛（NBL）湖南金健米业。2019年第十七季超級籃球聯賽轉戰裕隆納智捷。
2021年8月加盟T1聯盟新北中信特攻。2022年3月被新北中信特攻交易至臺南台鋼獵鷹，換取現金。2022年10月遭逢右膝前十字韌帶斷裂。2023年2月1日，臺南台鋼獵鷹註銷呂濟而。2024年7月5日，呂濟而加盟桃園台啤永豐雲豹。2025年2月因膝蓋韌帶斷裂，2024–25年賽季確定報銷。

## 外部連結
- 呂濟而的Facebook專頁
- 呂濟而的Instagram帳戶
- 呂濟而在fiba.basketball（英语）
- 呂濟而在台灣職業籃球大聯盟
- 呂濟而在Eurobasket.com（球員）（英语）
- 呂濟而在Flashscore（英语）